# San Cristóbal (Castropol)
San Cristóbal (oficialmente y en asturiano: San Cristoba) es un lugar de la parroquia de Piñera, concejo de Castropol, en la comarca del Eo-Navia, Principado de Asturias, España.